# César Lamanna
César Adrián Lamanna (Pehuajó, Buenos Aires, Argentina; 7 de enero de 1987) es un futbolista argentino que se desempeña como delantero y esta sin equipo

## Trayectoria
Surgió de las inferiores de un club amateur de la ciudad bonaerense de Pehuajó, más precisamente del Club Atlético Gral. San Martín en el cual debuta a la edad de 16 años en primera división. Debido a sus actuaciones es llevado a pruebas a Chacarita Juniors,  en el cual permanece en los juveniles hasta su que se produce su debut en el primer equipo en el año 2006. Luego fue transferido a Colegiales, para recaer en Estudiantes de Buenos Aires. Durante su último paso por el conjunto de Caseros, disputó 32 partidos, donde convirtió 12 goles. Lamanna fue calificado como “el mejor delantero de la categoría”, según Salvador Pasini, quien lo dirigió el último semestre.
Lamanna fue transferido a San Lorenzo de Almagro en 2011. El "Ciclón" le compró la mitad del pase al "funebrero" en 60.000 dólares. A principio de 2012 llegó a Platense donde no logró buenos rendimientos ni continuidad; y a mediados del mismo 2012, pasó a jugar a Almirante Brown. A pesar de todo siguió padeciendo las lesiones que lo perseguían anteriormente y no tuvo continuidad en los primeros partidos.
A mediados del año 2013, arribó a Deportivo Merlo, por pedido de su antiguo entrenador Salvador Pasini. Sin embargo, luego de seis meses se fue de la institución porque no era tenido en cuenta. Regresaría al Club Atlético Colegiales, otro equipo de la tercera categoría del fútbol argentino.

## Vuelta a San Martín
Luego de su paso por el Fútbol profesional de Argentina el Delantero vuelve a su ciudad natal y equipo quien lo vio crecer hasta la edad de 16 años. 
En el año 2015 vuelve y firma un contrato para jugar toda la temporada con el equipo apodado " El rojo del parque ". No logra tener éxito su vuelta, ya que es un breve paso. En el mes de julio del mismo año su representante le consigue un hueco en el equipo Club Atlético San Miguel de la Primera C (Argentina) firmando un contrato por 5 años. 

## Clubes
Actualizado el 2 de enero de 2014.
| Club              | País      | Año       | Partidos | Goles |
| ----------------- | --------- | --------- | -------- | ----- |
| Chacarita Juniors | Argentina | 2006-2008 | 4        | 0     |
| Colegiales        | Argentina | 2008-2009 | 21       | 1     |
| Estudiantes (BA)  | Argentina | 2009-2010 | 32       | 12    |
| San Lorenzo       | Argentina | 2010-2012 | 1        | 0     |
| Platense          | Argentina | 2012      | 15       | 3     |
| Almirante Brown   | Argentina | 2012-2013 | 5        | 0     |
| Deportivo Merlo   | Argentina | 2013      | 13       | 1     |
| Colegiales        | Argentina | 2014      |          |       |
| San Martín        | Argentina | 2015      | 14       | 9     |
| San Miguel        | Argentina | 2016      |          |       |
| Aurora            | Bolivia   | 2018-2019 |          |       |